# Llista d'espècies d'aranèids (O-Z)
Llista de les espècies d'aranèids per ordre alfabètic, que van de la lletra O a la Z, descrites fins al 2 de novembre del 2006.
- Per a les llistes d'espècies amb les altres lletres de l'alfabet, aneu a l'article principal: Llista d'espècies d'araneids.
- Per a la llista completa de tots els gèneres vegeu l'article Llista de gèneres d'araneids.

## Gèneres i espècies

### Ocrepeira
Ocrepeira Marx, 1883
- Ocrepeira abiseo Levi, 1993 (Perú)
- Ocrepeira albopunctata (Taczanowski, 1879) (Perú, Brasil, Guyana, Guaiana Francesa)
- Ocrepeira anta Levi, 1993 (Colòmbia)
- Ocrepeira aragua Levi, 1993 (Veneçuela)
- Ocrepeira arturi Levi, 1993 (Panamà)
- Ocrepeira atuncela Levi, 1993 (Colòmbia)
- Ocrepeira barbara Levi, 1993 (Perú)
- Ocrepeira bispinosa (Mello-Leitão, 1945) (Brasil)
- Ocrepeira branta Levi, 1993 (Jamaica)
- Ocrepeira camaca Levi, 1993 (Brasil)
- Ocrepeira comaina Levi, 1993 (Perú)
- Ocrepeira covillei Levi, 1993 (Costa Rica, Trinidad fins a Bolívia)
- Ocrepeira cuy Levi, 1993 (Perú)
- Ocrepeira darlingtoni (Bryant, 1945) (Hispaniola)
- Ocrepeira duocypha (Chamberlin, 1916) (Perú)
- Ocrepeira ectypa (Walckenaer, 1842) (EUA)
- Ocrepeira fiebrigi (Dahl, 1906) (Brasil, Paraguai)
- Ocrepeira galianoae Levi, 1993 (Brasil, Argentina)
- Ocrepeira Geòrgia (Levi, 1976) (EUA)
- Ocrepeira gima Levi, 1993 (Brasil)
- Ocrepeira globosa (F. O. P.-Cambridge, 1904) (EUA, Mèxic)
- Ocrepeira gnomo (Mello-Leitão, 1943) (Brasil)
- Ocrepeira gulielmi Levi, 1993 (Colòmbia, Ecuador)
- Ocrepeira heredia Levi, 1993 (Costa Rica)
- Ocrepeira herrera Levi, 1993 (Ecuador, Perú)
- Ocrepeira hirsuta (Mello-Leitão, 1942) (Brasil, Paraguai, Argentina)
- Ocrepeira hondura Levi, 1993 (Costa Rica)
- Ocrepeira incerta (Bryant, 1936) (Cuba)
- Ocrepeira ituango Levi, 1993 (Colòmbia)
- Ocrepeira jacara Levi, 1993 (Brasil)
- Ocrepeira jamora Levi, 1993 (Ecuador)
- Ocrepeira klossi Levi, 1993 (Brasil)
- Ocrepeira lapeza Levi, 1993 (Colòmbia)
- Ocrepeira lisei Levi, 1993 (Brasil)
- Ocrepeira lurida (Mello-Leitão, 1943) (Bolívia, Argentina)
- Ocrepeira macaiba Levi, 1993 (Brasil)
- Ocrepeira macintyrei Levi, 1993 (Ecuador)
- Ocrepeira magdalena Levi, 1993 (Colòmbia)
- Ocrepeira malleri Levi, 1993 (Brasil)
- Ocrepeira maltana Levi, 1993 (Perú)
- Ocrepeira maraca Levi, 1993 (Colòmbia, Veneçuela, Brasil)
- Ocrepeira mastophoroides (Mello-Leitão, 1942) (Argentina)
- Ocrepeira molle Levi, 1993 (Bolívia, Argentina)
- Ocrepeira pedregal Levi, 1993 (Mèxic, Nicaragua)
- Ocrepeira pinhal Levi, 1993 (Brasil)
- Ocrepeira pista Levi, 1993 (Perú)
- Ocrepeira planada Levi, 1993 (Colòmbia, Ecuador)
- Ocrepeira potosi Levi, 1993 (Mèxic)
- Ocrepeira redempta (Gertsch & Mulaik, 1936) (EUA fins a Hondures)
- Ocrepeira redondo Levi, 1993 (Colòmbia)
- Ocrepeira rufa (O. P.-Cambridge, 1889) (Mèxic fins a Costa Rica)
- Ocrepeira saladito Levi, 1993 (Colòmbia)
- Ocrepeira serrallesi (Bryant, 1947) (Índies Occidentals)
- Ocrepeira sorota Levi, 1993 (Bolívia)
- Ocrepeira steineri Levi, 1993 (Veneçuela)
- Ocrepeira subrufa (F. O. P.-Cambridge, 1904) (Mèxic fins a Panamà)
- Ocrepeira tinajillas Levi, 1993 (Colòmbia, Ecuador)
- Ocrepeira tumida (Keyserling, 1865) (Colòmbia, Ecuador)
- Ocrepeira tungurahua Levi, 1993 (Ecuador)
- Ocrepeira valderramai Levi, 1993 (Colòmbia)
- Ocrepeira venustula (Keyserling, 1879) (Colòmbia fins a Xile)
- Ocrepeira verecunda (Keyserling, 1865) (Colòmbia)
- Ocrepeira viejo Levi, 1993 (Costa Rica fins a Perú)
- Ocrepeira willisi Levi, 1993 (Panamà)
- Ocrepeira yaelae Levi, 1993 (Ecuador)
- Ocrepeira yucatan Levi, 1993 (Mèxic)

### Ordgarius
Ordgarius Keyserling, 1886
- Ordgarius acanthonotus (Simon, 1909) (Vietnam)
- Ordgarius bicolor Pocock, 1899 (New Bretanya)
- Ordgarius clypeatus Simon, 1897 (Amboina)
- Ordgarius ephippiatus Thorell, 1898 (Myanmar)
- Ordgarius furcatus (O. P.-Cambridge, 1877) (Nova Gal·les del Sud)
  - Ordgarius furcatus distinctus (Rainbow, 1900) (Nova Gal·les del Sud)
- Ordgarius hexaspinus Saha & Raychaudhuri, 2005 (Índia)
- Ordgarius hobsoni (O. P.-Cambridge, 1877) (Índia, Sri Lanka, Xina, Japó)
- Ordgarius magnificus (Rainbow, 1897) (Queensland, Nova Gal·les del Sud)
- Ordgarius monstrosus Keyserling, 1886 (Queensland)
- Ordgarius pustulosus Thorell, 1897 (Java)
- Ordgarius sexspinosus (Thorell, 1894) (Índia fins al Japó, Indonesia)

### Paralarinia
Paralarinia Grasshoff, 1970
- Paralarinia agnata Grasshoff, 1970 (Congo)
- Paralarinia bartelsi (Lessert, 1933) (Sud-àfrica)
- Paralarinia denisi (Lessert, 1938) (Congo)
- Paralarinia incerta (Tullgren, 1910) (Àfrica Central i Oriental)

### Paraplectana
Paraplectana Brito Capello, 1867
- Paraplectana coccinella (Thorell, 1890) (Myanmar, Illes Nias)
- Paraplectana duodecimmaculata Simon, 1897 (Java)
- Paraplectana hemisphaerica (C. L. Koch, 1844) (Sierra Leone)
- Paraplectana japonica B?senberg & Strand, 1906 (Japó)
- Paraplectana kittenbergeri Caporiacco, 1947 (Tanzània)
- Paraplectana multimaculata Thorell, 1899 (Camerun, Àfrica Oriental)
- Paraplectana sakaguchii Uyemura, 1938 (Xina, Japó)
- Paraplectana thorntoni (Blackwall, 1865) (Central Àfrica)
  - Paraplectana thorntoni occidentalis Strand, 1916 (Àfrica Central i Occidental)
- Paraplectana tsushimensis Yamaguchi, 1960 (Xina, Taiwan, Japó)
- Paraplectana walleri (Blackwall, 1865) (Àfrica Central i Occidental, Madagascar)
  - Paraplectana walleri ashantensis Strand, 1907 (Ghana)

### Paraplectanoides
Paraplectanoides Keyserling, 1886
- Paraplectanoides ceruleus Simon, 1908 (Oest d'Austràlia)
- Paraplectanoides crassipes Keyserling, 1886 (Queensland, Nova Gal·les del Sud, Tasmània)
- Paraplectanoides kochi (O. P.-Cambridge, 1877) (Queensland)

### Pararaneus
Pararaneus Caporiacco, 1940
- Pararaneus cyrtoscapus (Pocock, 1898) (Central, Est, Àfrica Meridional)
- Pararaneus perforatus (Thorell, 1899) (Central, Est, Àfrica Meridional)
- Pararaneus pseudostriatus (Strand, 1908) (Àfrica Central i Oriental)
- Pararaneus spectator (Karsch, 1886) (Àfrica, Orient Pròxim)
- Pararaneus uncivulva (Strand, 1907) (Madagascar)

### Parawixia
Parawixia F. O. P.-Cambridge, 1904
- Parawixia acapulco Levi, 1992 (Mèxic)
- Parawixia audax (Blackwall, 1863) (Colòmbia fins a Argentina)
- Parawixia barbacoas Levi, 1992 (Colòmbia, Ecuador)
- Parawixia bistriata (Rengger, 1836) (Brasil, Bolívia, Paraguai, Argentina)
- Parawixia casa Levi, 1992 (Colòmbia)
- Parawixia chubut Levi, 2001 (Xile, Argentina)
- Parawixia dehaani (Doleschall, 1859) (Índia fins a les Filipines, Nova Guinea)
  - Parawixia dehaani octopunctigera (Strand, 1911) (Nova Irlanda)
  - Parawixia dehaani pygituberculata (Strand, 1911) (Nova Irlanda, Sulawesi)
  - Parawixia dehaani quadripunctigera (Strand, 1911) (Illes Aru)
- Parawixia destricta (O. P.-Cambridge, 1889) (Mèxic fins a Panamà)
- Parawixia divisoria Levi, 1992 (Ecuador, Perú, Brasil, Bolívia)
- Parawixia guatemalensis (O. P.-Cambridge, 1889) (Mèxic, Guatemala)
- Parawixia honesta (O. P.-Cambridge, 1899) (Mèxic)
- Parawixia hoxaea (O. P.-Cambridge, 1889) (Guatemala fins a Panamà)
- Parawixia hypocrita (O. P.-Cambridge, 1889) (Guatemala fins a Brasil)
- Parawixia inopinata Camargo, 1950 (Brasil)
- Parawixia kochi (Taczanowski, 1873) (Trinidad fins a Brasil, Guyana, Guaiana Francesa)
- Parawixia maldonado Levi, 1992 (Perú)
- Parawixia matiapa Levi, 1992 (Trinidad, Colòmbia, Perú, Brasil)
- Parawixia monticola (Keyserling, 1892) (Brasil)
- Parawixia nesophila Chamberlin & Ivie, 1936 (Costa Rica, Panamà)
- Parawixia ouro Levi, 1992 (Perú, Brasil)
- Parawixia porvenir Levi, 1992 (Colòmbia)
- Parawixia rigida (O. P.-Cambridge, 1889) (Guatemala fins a Panamà)
- Parawixia rimosa (Keyserling, 1892) (Costa Rica fins a Bolívia)
- Parawixia tarapoa Levi, 1992 (Ecuador, Perú, Brasil)
- Parawixia tomba Levi, 1992 (Perú, Brasil)
- Parawixia tredecimnotata F. O. P.-Cambridge, 1904 (Mèxic fins a Belize, Grans Antilles)
- Parawixia undulata (Keyserling, 1892) (Brasil, Uruguai, Argentina)
- Parawixia velutina (Taczanowski, 1878) (Colòmbia fins a Argentina)

### Parazygiella
Parazygiella Wunderlich, 2004
- Parazygiella carpenteri (Archer, 1951) (EUA)
- Parazygiella dispar (Kulczyn'ski, 1885) (Holàrtic)
- Parazygiella montana (C. L. Koch, 1834) (Paleàrtic)

### Parmatergus
Parmatergus Emerit, 1994
- Parmatergus coccinelloides Emerit, 1994 (Madagascar)
  - Parmatergus coccinelloides ambrae Emerit, 1994 (Madagascar)
- Parmatergus lens Emerit, 1994 (Madagascar)

### Pasilobus
Pasilobus Simon, 1895
- Pasilobus antongilensis Emerit, 2000 (Madagascar)
- Pasilobus bufoninus (Simon, 1867) (Taiwan, Java, Moluques)
- Pasilobus capuroni Emerit, 2000 (Madagascar)
- Pasilobus conohumeralis (Hasselt, 1894) (Sumatra, Java)
- Pasilobus hupingensis Yin, Bao & Kim, 2001 (Xina)
- Pasilobus insignis O. P.-Cambridge, 1908 (Àfrica Occidental)
- Pasilobus kotigeharus Tikader, 1963 (Índia)
- Pasilobus laevis Lessert, 1930 (Congo)
- Pasilobus lunatus Simon, 1897 (Java, Sulawesi)
- Pasilobus mammatus Pocock, 1898 (Illes Solomon)
- Pasilobus mammosus (Pocock, 1899) (Àfrica Occidental)
- Pasilobus nigrohumeralis (Hasselt, 1882) (Sumatra)

### Perilla
Perilla Thorell, 1895
- Perilla teres Thorell, 1895 (Myanmar, Vietnam, Malàisia)

### Pherenice
Pherenice Thorell, 1899
- Pherenice tristis Thorell, 1899 (Camerun)

### Pitharatus
Pitharatus Simon, 1895
- Pitharatus junghuhni (Doleschall, 1859) (Malàisia, Java, Sulawesi)

### Poecilarcys
Poecilarcys Simon, 1895
- Poecilarcys ditissimus (Simon, 1885) (Tunísia)

### Poecilopachys
Poecilopachys Simon, 1895
- Poecilopachys australÀsia (Griffith & Pidgeon, 1833) (Queensland, Nova Gal·les del Sud, Samoa)
- Poecilopachys jenningsi (Rainbow, 1899) (Noves Hèbrides)
- Poecilopachys minutissima Chrysanthus, 1971 (Nova Irlanda)
- Poecilopachys speciosa (L. Koch, 1872) (Queensland)
- Poecilopachys verrucosa (L. Koch, 1871) (Nova Guinea, Queensland, Samoa)

### Poltys
Poltys C. L. Koch, 1843
- Poltys acuminatus Thorell, 1898 (Myanmar)
- Poltys apiculatus Thorell, 1892 (Singapur)
- Poltys baculiger Simon, 1907 (Gabon)
- Poltys bhabanii (Tikader, 1970) (Índia)
- Poltys bhavnagarensis Patel, 1988 (Índia)
- Poltys caelatus Simon, 1907 (Sierra Leone, Gabon, São Tom?)
- Poltys columnaris Thorell, 1890 (Sri Lanka, Sumatra)
- Poltys corticosus Pocock, 1898 (Àfrica Oriental)
- Poltys dubius (Walckenaer, 1842) (Vietnam)
- Poltys elevatus Thorell, 1890 (Sumatra)
- Poltys fornicatus Simon, 1907 (Príncipe)
- Poltys frenchi Hogg, 1899 (Nova Guinea, Moluques, Queensland)
- Poltys furcifer Simon, 1881 (Zanzíbar, Sud-àfrica)
- Poltys grayi Smith, 2006 (Illa Lord Howe)
- Poltys horridus Locket, 1980 (Illes Comoro)
- Poltys idae (Ausserer, 1871) (Borneo)
- Poltys illepidus C. L. Koch, 1843 (Tailàndia fins a Austràlia, Illa Lord Howe, Norfolk)
- Poltys jujorum Smith, 2006 (Queensland)
- Poltys kochi Keyserling, 1864 (Maurici, Madagascar)
- Poltys laciniosus Keyserling, 1886 (Austràlia)
- Poltys longitergus Hogg, 1919 (Sumatra)
- Poltys millidgei Smith, 2006 (Oest d'Austràlia, Territori del Nord, Bali, Sumbawa)
- Poltys monstrosus Simon, 1897 (Sierra Leone)
- Poltys mouhoti (G?nther, 1862) (Vietnam)
- Poltys nagpurensis Tikader, 1982 (Índia)
- Poltys nigrinus Saito, 1933 (Taiwan)
- Poltys noblei Smith, 2006 (Queensland, Nova Gal·les del Sud, Victòria)
- Poltys pannuceus Thorell, 1895 (Myanmar)
- Poltys pogonias Thorell, 1891 (Illes Nicobar)
- Poltys raphanus Thorell, 1898 (Myanmar)
- Poltys reuteri Lenz, 1886 (Madagascar)
- Poltys squarrosus Thorell, 1898 (Myanmar)
- Poltys stygius Thorell, 1898 (Myanmar fins a Queensland)
- Poltys timmeh Smith, 2006 (Nova Caledònia, Illes Loyalty)
- Poltys turriger Simon, 1897 (Vietnam)
- Poltys turritus Thorell, 1898 (Myanmar)
- Poltys unguifer Simon, 1909 (Vietnam)
- Poltys vesicularis Simon, 1889 (Madagascar)

### Pozonia
Pozonia Schenkel, 1953
- Pozonia bacillifera (Simon, 1897) (Trinidad fins a Paraguai)
- Pozonia dromedaria (O. P.-Cambridge, 1893) (Mèxic fins a Panamà)
- Pozonia nigroventris (Bryant, 1936) (Mèxic fins a Panamà, Cuba, Jamaica)

### Prasonica
Prasonica Simon, 1895
- Prasonica affinis Strand, 1906 (Algèria)
- Prasonica albolimbata Simon, 1895 (Congo, Madagascar)
- Prasonica anarillea Roberts, 1983 (Aldabra)
- Prasonica hamata Thorell, 1899 (Camerun)
- Prasonica insolens (Simon, 1909) (Índia, Vietnam, Java)
- Prasonica nigrotaeniata (Simon, 1909) (Oest, Àfrica Central i Oriental)
- Prasonica olivacea Strand, 1906 (Etiòpia)
- Prasonica opaciceps (Simon, 1895) (Nova Guinea)
- Prasonica plagiata (Dalmas, 1917) (Nova Zelanda)
- Prasonica seriata Simon, 1895 (Àfrica, Madagascar)

### Prasonicella
Prasonicella Grasshoff, 1971
- Prasonicella cavipalpis Grasshoff, 1971 (Madagascar)
- Prasonicella marsa Roberts, 1983 (Aldabra)

### Pronoides
Pronoides Schenkel, 1936
- Pronoides brunneus Schenkel, 1936 (Xina)

### Pronous
Pronous Keyserling, 1881
- Pronous affinis Simon, 1901 (Malàisia)
- Pronous beatus (O. P.-Cambridge, 1893) (Mèxic fins a Costa Rica)
- Pronous colon Levi, 1995 (Costa Rica)
- Pronous felipe Levi, 1995 (Mèxic)
- Pronous golfito Levi, 1995 (Costa Rica)
- Pronous intus Levi, 1995 (Costa Rica fins a Brasil)
- Pronous lancetilla Levi, 1995 (Hondures)
- Pronous minutus (Saito, 1939) (Rússia, Xina, Corea, Japó)
- Pronous nigripes Caporiacco, 1947 (Guyana)
- Pronous pance Levi, 1995 (Colòmbia)
- Pronous peje Levi, 1995 (Costa Rica, Panamà)
- Pronous quintana Levi, 1995 (Mèxic)
- Pronous shanus Levi, 1995 (Panamà)
- Pronous tetralobus Simon, 1895 (Madagascar)
- Pronous tuberculifer Keyserling, 1881 (Colòmbia fins a Argentina)
- Pronous valle Levi, 1995 (Colòmbia)
- Pronous wixoides (Chamberlin & Ivie, 1936) (Panamà, Colòmbia, Ecuador)

### Pseudartonis
Pseudartonis Simon, 1903
- Pseudartonis flavonigra Caporiacco, 1947 (Etiòpia)
- Pseudartonis lobata Simon, 1909 (Àfrica Oriental)
- Pseudartonis occidentalis Simon, 1903 (Guinea-Bissau, Camerun)
- Pseudartonis semicoccinea Simon, 1907 (São Tom?)

### Pseudopsyllo
Pseudopsyllo Strand, 1916
- Pseudopsyllo scutigera Strand, 1916 (Camerun)

### Psyllo
Psyllo Thorell, 1899
- Psyllo nitida Thorell, 1899 (Camerun, Congo)

### Pycnacantha
Pycnacantha Blackwall, 1865
- Pycnacantha dinteri Meise, 1932 (Namíbia)
- Pycnacantha echinotes Meise, 1932 (Camerun)
- Pycnacantha fuscosa Simon, 1903 (Madagascar)
- Pycnacantha tribulus (Fabricius, 1781) (Central, Sud-àfrica)

### Rubrepeira
Rubrepeira Levi, 1992
- Rubrepeira rubronigra (Mello-Leitão, 1939) (Mèxic fins a Brasil, Guyana)

### Scoloderus
Scoloderus Simon, 1887
- Scoloderus ackerlyi Traw, 1996 (Belize)
- Scoloderus cordatus (Taczanowski, 1879) (Mèxic fins a Argentina)
- Scoloderus gibber (O. P.-Cambridge, 1898) (Mèxic fins a Argentina)
- Scoloderus nigriceps (O. P.-Cambridge, 1895) (EUA, Mèxic, Bahames, Cuba, Jamaica)
- Scoloderus tuberculifer (O. P.-Cambridge, 1889) (EUA fins a Argentina)

### Sedasta
Sedasta Simon, 1894
- Sedasta ferox Simon, 1894 (Àfrica Occidental)

### Singa
Singa C. L. Koch, 1836
- Singa albobivittata Caporiacco, 1947 (Tanzània)
- Singa albodorsata Kauri, 1950 (Sud-àfrica)
- Singa alpigena Yin, Wang & Li, 1983 (Xina)
- Singa alpigenoides Song & Zhu, 1992 (Xina)
- Singa aussereri Thorell, 1873 (Europa)
- Singa bifasciata Schenkel, 1936 (Xina)
- Singa chota Tikader, 1970 (Índia)
- Singa concinna Karsch, 1884 (São Tom?)
- Singa cruciformis Yin, Peng & Wang, 1994 (Xina)
- Singa cyanea (Worley, 1928) (EUA)
- Singa eugeni Levi, 1972 (EUA)
- Singa haddooensis Tikader, 1977 (Illes Andaman)
- Singa hamata (Clerck, 1757) (Paleàrtic)
  - Singa hamata melanocephala C. L. Koch, 1836 (Europa)
- Singa hilira Barrion & Litsinger, 1995 (Filipines)
- Singa kansuensis Schenkel, 1936 (Xina)
- Singa keyserlingi McCook, 1894 (EUA, Canadà)
- Singa lawrencei (Lessert, 1930) (Congo)
- Singa leucoplagiata (Simon, 1899) (Sumatra)
- Singa lucina (Audouin, 1826) (Mediterrani fins a l'Àsia central)
  - Singa lucina eburnea (Simon, 1929) (Algèria, Tunísia)
- Singa myrrhea (Simon, 1895) (Índia)
- Singa neta (O. P.-Cambridge, 1872) (Mediterrani)
- Singa nitidula C. L. Koch, 1844 (Paleàrtic)
- Singa perpolita (Thorell, 1892) (Singapur)
- Singa semiatra L. Koch, 1867 (Mediterrani, Ucraïna)
- Singa simoniana Costa, 1885 (Sardenya)
- Singa theodori (Thorell, 1894) (Java)

### Singafrotypa
Singafrotypa Benoit, 1962
- Singafrotypa acanthopus (Simon, 1907) (Bioko, Costa d'Ivori, Congo)
- Singafrotypa mandela Kuntner & Hormiga, 2002 (Sud-àfrica)
- Singafrotypa okavango Kuntner & Hormiga, 2002 (Botswana)

### Siwa
Siwa Grasshoff, 1970
- Siwa atomaria (O. P.-Cambridge, 1876) (Egipte, Israel)
- Siwa dufouri (Simon, 1874) (Mediterrani Occidental)

### Spilasma
Spilasma Simon, 1897
- Spilasma baptistai Levi, 1995 (Brasil)
- Spilasma duodecimguttata (Keyserling, 1879) (Hondures fins a Bolívia, Brasil)
- Spilasma utaca Levi, 1995 (Perú)

### Spinepeira
Spinepeira Levi, 1995
- Spinepeira schlingeri Levi, 1995 (Perú)

### Spintharidius
Spintharidius Simon, 1893
- Spintharidius cerinus Simon, 1893 (Brasil)
- Spintharidius rhomboidalis Simon, 1893 (Paraguai)
- Spintharidius viridis Franganillo, 1926 (Cuba)

### Stroemiellus
Stroemiellus Wunderlich, 2004
- Stroemiellus stroemi (Thorell, 1870) (Paleàrtic)

### Taczanowskia
Taczanowskia Keyserling, 1879
- Taczanowskia mirabilis Simon, 1897 (Bolívia, Brasil)
- Taczanowskia sextuberculata Keyserling, 1892 (Colòmbia, Brasil)
- Taczanowskia striata Keyserling, 1879 (Perú, Brasil, Argentina)
- Taczanowskia trilobata Simon, 1897 (Brasil)

### Talthybia
Talthybia Thorell, 1898
- Talthybia depressa Thorell, 1898 (Myanmar)

### Tatepeira
Tatepeira Levi, 1995
- Tatepeira carrolli Levi, 1995 (Colòmbia)
- Tatepeira itu Levi, 1995 (Brasil)
- Tatepeira stadelmani Levi, 1995 (Hondures)
- Tatepeira tatarendensis (Tullgren, 1905) (Colòmbia fins a Bolívia, Bolívia)

### Testudinaria
Testudinaria Taczanowski, 1879
- Testudinaria bonaldoi Levi, 2005 (Brasil)
- Testudinaria debsmithi Levi, 2005 (Surinam fins a Perú, Bolívia)
- Testudinaria elegans Taczanowski, 1879 (Panamà fins a Perú)
- Testudinaria geometrica Taczanowski, 1879 (Panamà fins a Perú, Brasil)
- Testudinaria gravatai Levi, 2005 (Brasil)
- Testudinaria lemniscata (Simon, 1893) (Brasil)
- Testudinaria quadripunctata Taczanowski, 1879 (Veneçuela fins a Brasil, Bolívia)
- Testudinaria rosea (Mello-Leitão, 1945) (Argentina)
- Testudinaria unipunctata (Simon, 1893) (Brasil)

### Thelacantha
Thelacantha Hasselt, 1882
- Thelacantha brevispina (Doleschall, 1857) (Madagascar, Índia fins a les Filipines, Austràlia)

### Thorellina
Thorellina Berg, 1899
- Thorellina acuminata (Thorell, 1898) (Myanmar)
- Thorellina anepsia (Kulczyn'ski, 1911) (Nova Guinea)

### Togacantha
Togacantha Dahl, 1914
- Togacantha nordviei (Strand, 1913) (Oest, Àfrica Central i Oriental)

### Tukaraneus
Tukaraneus Barrion & Litsinger, 1995
- Tukaraneus mahabaeus Barrion & Litsinger, 1995 (Filipines)
- Tukaraneus palawanensis Barrion & Litsinger, 1995 (Filipines)
- Tukaraneus patulisus Barrion & Litsinger, 1995 (Filipines)

### Umbonata
Umbonata Grasshoff, 1971
- Umbonata spinosissima (Tullgren, 1910) (Tanzània)

### Ursa
Ursa Simon, 1895
- Ursa flavovittata Simon, 1909 (Vietnam)
- Ursa lunula (Nicolet, 1849) (Xile)
- Ursa pulchra Simon, 1895 (Brasil)
- Ursa turbinata Simon, 1895 (Sud-àfrica)
- Ursa vittigera Simon, 1895 (Sri Lanka)

### Verrucosa
Verrucosa McCook, 1888
- Verrucosa arenata (Walckenaer, 1842) (EUA fins a Panamà, Grans Antilles)
- Verrucosa dimastophora Mello-Leitão, 1940 (Brasil)
- Verrucosa furcifera (Keyserling, 1886) (Queensland)
- Verrucosa lampra (Soares & Camargo, 1948) (Brasil)
- Verrucosa meridionalis (Keyserling, 1892) (Brasil, Paraguai)
- Verrucosa septemmammata Caporiacco, 1954 (Guaiana Francesa)
- Verrucosa zebra (Keyserling, 1892) (Brasil)

### Wagneriana
Wagneriana F. O. P.-Cambridge, 1904
- Wagneriana acrosomoides (Mello-Leitão, 1939) (Colòmbia fins a Brasil)
- Wagneriana alma Levi, 1991 (Brasil)
- Wagneriana atuna Levi, 1991 (Costa Rica fins a Paraguai)
- Wagneriana bamba Levi, 1991 (Perú)
- Wagneriana carimagua Levi, 1991 (Colòmbia)
- Wagneriana carinata F. O. P.-Cambridge, 1904 (Guatemala)
- Wagneriana cobella Levi, 1991 (Colòmbia, Veneçuela)
- Wagneriana eldorado Levi, 1991 (Argentina)
- Wagneriana eupalaestra (Mello-Leitão, 1943) (Brasil, Argentina)
- Wagneriana gavensis (Camargo, 1950) (Brasil)
- Wagneriana grandicornis Mello-Leitão, 1935 (Costa Rica, Brasil)
- Wagneriana hassleri Levi, 1991 (Brasil, Guyana)
- Wagneriana heteracantha (Mello-Leitão, 1943) (Brasil, Argentina)
- Wagneriana huanca Levi, 1991 (Perú)
- Wagneriana iguape Levi, 1991 (Brasil, Paraguai)
- Wagneriana jacaza Levi, 1991 (Brasil)
- Wagneriana janeiro Levi, 1991 (Brasil)
- Wagneriana jelskii (Taczanowski, 1873) (Trinidad fins a Bolívia)
- Wagneriana juquia Levi, 1991 (Brasil, Paraguai, Argentina)
- Wagneriana lechuza Levi, 1991 (Perú, Brasil)
- Wagneriana levii Pinto-da-Rocha & Buckup, 1995 (Brasil)
- Wagneriana madrejon Levi, 1991 (Paraguai)
- Wagneriana maseta Levi, 1991 (Colòmbia fins a Ecuador i Brasil)
- Wagneriana neblina Levi, 1991 (Veneçuela)
- Wagneriana neglecta (Mello-Leitão, 1939) (Trinidad fins a Argentina)
- Wagneriana pakitza Levi, 1991 (Perú)
- Wagneriana roraima Levi, 1991 (Brasil)
- Wagneriana silvae Levi, 1991 (Perú, Bolívia)
- Wagneriana spicata (O. P.-Cambridge, 1889) (Mèxic fins a Costa Rica)
- Wagneriana taboga Levi, 1991 (Panamà fins a Veneçuela)
- Wagneriana taim Levi, 1991 (Brasil)
- Wagneriana tauricornis (O. P.-Cambridge, 1889) (EUA fins a Perú)
- Wagneriana tayos Levi, 1991 (Colòmbia fins a Perú)
- Wagneriana transitoria (C. L. Koch, 1839) (Veneçuela fins a Argentina)
- Wagneriana turrigera Schenkel, 1953 (Veneçuela)
- Wagneriana undecimtuberculata (Keyserling, 1865) (Panamà fins a Perú)
- Wagneriana uropygialis (Mello-Leitão, 1944) (Argentina)
- Wagneriana uzaga Levi, 1991 (Brasil, Paraguai, Argentina)
- Wagneriana vegas Levi, 1991 (Cuba, Hispaniola)
- Wagneriana vermiculata Mello-Leitão, 1949 (Brasil)
- Wagneriana yacuma Levi, 1991 (Brasil, Bolívia)

### Witica
Witica O. P.-Cambridge, 1895
- Witica alobatus (Franganillo, 1931) (Cuba)
- Witica cayanus (Taczanowski, 1873) (Amèrica)
- Witica crassicaudus (Keyserling, 1865) (Mèxic fins a Perú)

### Wixia
Wixia O. P.-Cambridge, 1882
- Wixia abdominalis O. P.-Cambridge, 1882 (Brasil, Guyana, Bolívia)
- Wixia tenella (L. Koch, 1871) (Queensland)

### Xylethrus
Xylethrus Simon, 1895
- Xylethrus ameda Levi, 1996 (Brasil)
- Xylethrus anomid Levi, 1996 (Perú, Brasil)
- Xylethrus arawak Archer, 1965 (Mèxic, Jamaica)
- Xylethrus perlatus Simon, 1895 (Brasil)
- Xylethrus scrupeus Simon, 1895 (Panamà fins a Bolívia, Brasil)
- Xylethrus superbus Simon, 1895 (Perú, Bolívia, Paraguai, Brasil)

### Yaginumia
Yaginumia Archer, 1960
- Yaginumia sia (Strand, 1906) (Xina, Corea, Taiwan, Japó)

### Zealaranea
Zealaranea Court & Forster, 1988
- Zealaranea crassa (Walckenaer, 1842) (Nova Zelanda)
- Zealaranea prina Court & Forster, 1988 (Nova Zelanda)
- Zealaranea saxitalis (Urquhart, 1887) (Nova Zelanda)
- Zealaranea trinotata (Urquhart, 1890) (Nova Zelanda)

### Zilla
Zilla C. L. Koch, 1834
- Zilla conica Yin, Wang & Zhang, 1987 (Xina)
- Zilla crownia Yin, Xie & Bao, 1996 (Xina)
- Zilla diodia (Walckenaer, 1802) (Europa fins a Azerbaijan)
  - Zilla diodia embrikstrandi (Kolosv?ry, 1938) (Itàlia)
- Zilla globosa Saha & Raychaudhuri, 2004 (Índia)
- Zilla qinghaiensis Hu, 2001 (Xina)

### Zygiella
Zygiella F. O. P.-Cambridge, 1902
- Zygiella atrica (C. L. Koch, 1845) (Europa, Rússia (EUA, Canadà, introduïda))
- Zygiella calyptrata (Workman & Workman, 1894) (Xina, Myanmar, Malàisia)
- Zygiella indica Tikader & Bal, 1980 (Índia)
- Zygiella keyserlingi (Ausserer, 1871) (Europa Meridional)
- Zygiella kirgisica Bakhvàlov, 1974 (Kirguizstan)
- Zygiella minima Schmidt, 1968 (Illes Canàries)
- Zygiella nearctica Gertsch, 1964 (Alaska, Canadà, EUA)
- Zygiella poriensis Levy, 1987 (Israel)
- Zygiella pulcherrima (Zawadsky, 1902) (Rússia)
- Zygiella shivui Patel & Reddy, 1990 (Índia)
- Zygiella x-notata (Clerck, 1757) (Holàrtic, Neotropical)
  - Zygiella x-notata chelata (Franganillo, 1909) (Portugal)
  - Zygiella x-notata percechelata (Franganillo, 1909) (Portugal)